# Social Distortion (album)
Social Distortion is het gelijknamige derde studioalbum van de Amerikaanse punkband Social Distortion. Het album werd uitgegeven op 27 maart 1990 via het platenlabel Epic Records en was het eerste album dat de band via dit label liet uitgeven. De stijl van het album neigt net zoals het voorgaande studioalbum van de band naar de cowpunk, en in tegenstelling tot het debuutalbum minder naar de punkrock.
Social Distortion bracht vier singles voort: "Let It Be Me", "Ball and Chain", "Ring of Fire" en "Story of My Life". "Ring of Fire" is een cover van de countrymuzikant Johnny Cash.

## Versies
Social Distortion is meerdere malen uitgegeven door verschillende platenlabels. Oorspronkelijk werd het album in 1990 internationaal uitgegeven door Epic Records als cassette, lp en cd. In 1997 werd het album door Epic Records opnieuw uitgegeven in Japan, ditmaal met twee bonustracks, waarvan een cover: "It's All Over Now" van The Valentinos. In 2008 werd door het label de lp-versie van het album heruitgegeven.
In 2012 bracht het platenlabel Music On Vinyl het album op lp uit. Brookvale Records deed in 2015 hetzelfde, ditmaal voor het eerst in verschillende kleuren. In 2019 gaf Music On Vinyl het album opnieuw op lp uit. Door de jaren heen zijn er daarnaast verschillende onofficiële uitgaven in omloop gekomen.

## Nummers
| 1. "So Far Away" - 3:37 2. "Let It Be Me" - 4:16 3. "Story of My Life" - 5:48 4. "Sick Boys" - 3:19 5. "Ring of Fire" - 3:51 6. "Ball and Chain" - 5:44 7. "It Coulda Been Me" - 3:52 8. "She's a Knockout" - 3:52 9. "A Place in My Heart" - 3:15 10. "Drug Train" - 3:42 | Japanse bonustracks 1. "It's All Over Now" - 4:09 2. "Shame on Me" - 2:11 |

## Band
- Mike Ness - zang, gitaar
- Dennis Danell - slaggitaar, achtergrondzang
- John Maurer - basgitaar, achtergrondzang
- Christopher Reece - drums